# Rue du Gros-Horloge
La rue du Gros-Horloge est la principale voie publique piétonne de la commune française de Rouen.

## Situation et accès
La rue du Gros-Horloge est une voie piétonne pavée du centre de Rouen, sur la rive droite de la Seine. Elle mène de la place du Vieux-Marché à la cathédrale Notre-Dame et traverse la rue Jeanne-d'Arc, à proximité du Gros-Horloge.
La rue est l'une des voies les plus fréquentées de Rouen, à la fois pour son ambiance historique et par la présence de nombreux commerces, parmi lesquels un des premiers magasins à prix unique ouverts en France.
Ce site est desservi par l'arrêt de TEOR Cathédrale et la station de métro Palais de Justice.
Rues adjacentes
- Rue de la Champmeslé
- Rue du Bec
- Rue Thouret
- Passage de l'Ancien-Hôtel-de-Ville
- Rue des Vergetiers
- Rue Massacre
- Rue du Tambour
- Rue Jeanne-d'Arc
- Rue de la Vicomté
- Rue Écuyère

## Origine du nom
Elle tire son nom du Gros-Horloge, l'un des monuments emblématiques de la ville.

## Historique

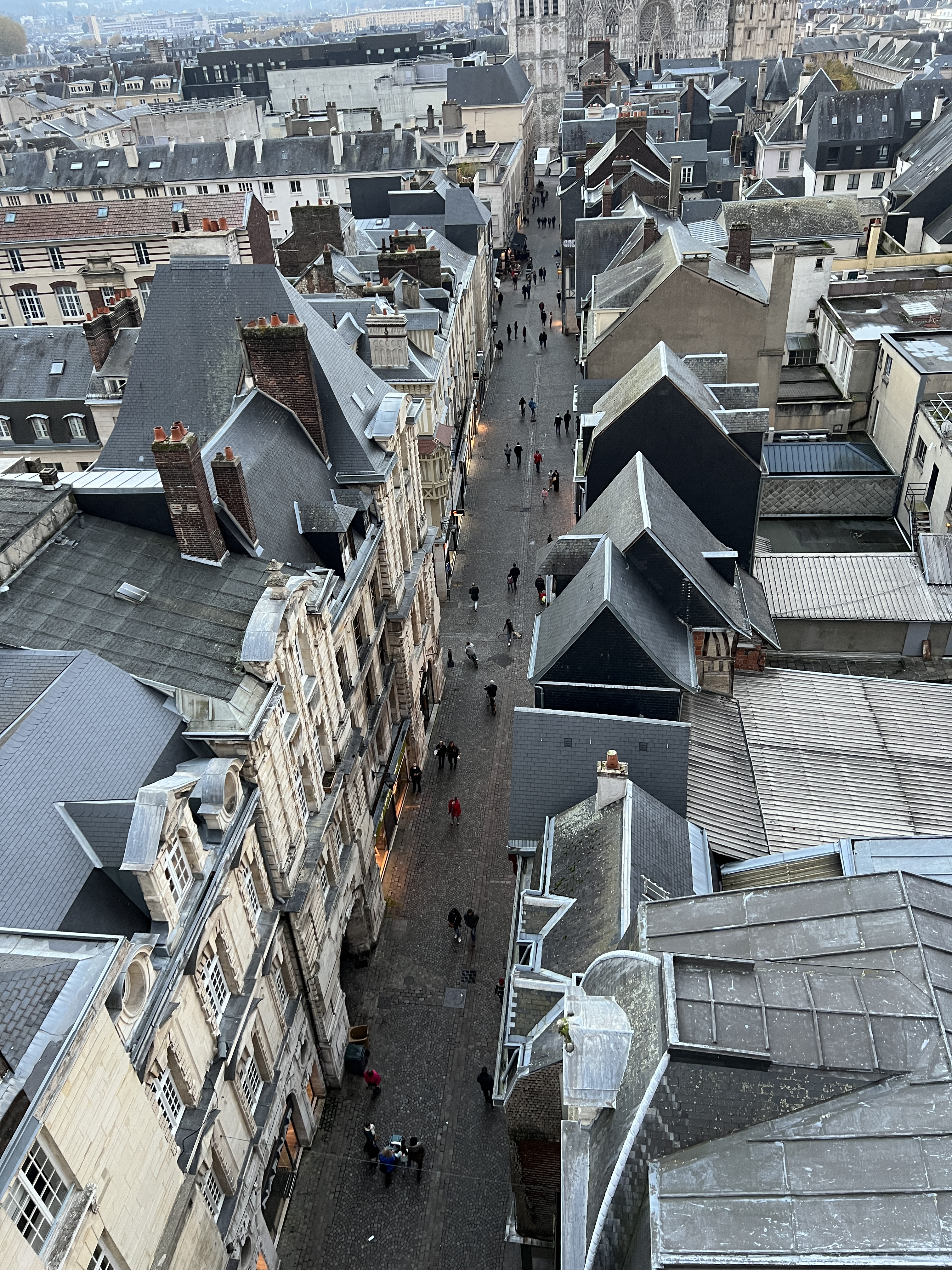
La rue vue depuis la tour du Beffroi en direction de la cathédrale.

Il est possible que la rue soit située sur l'axe correspondant au decumanus de la ville gallo-romaine de Rotomagus, ancien nom de Rouen.
En 1527, la rue est enjambée par une arche de pierre, qui conduit alors à l'ancien hôtel de ville.
Elle a porté les noms de « Grande-Rue », « rue Courvoiserie », « rue Courvoyserie », « rue Massacre », « rue Vanterie », « rue Wanterie » avant de reprendre le nom de « Grande-Rue » pendant la Révolution avant de prendre sa dénomination actuelle.
En 1932 y est ouvert le premier magasin Monoprix de France, sous l'appellation Noma, contraction de « nouveau magasin ».
En 1971, la rue devient la première rue piétonne de France.

## Bâtiments remarquables et lieux de mémoire

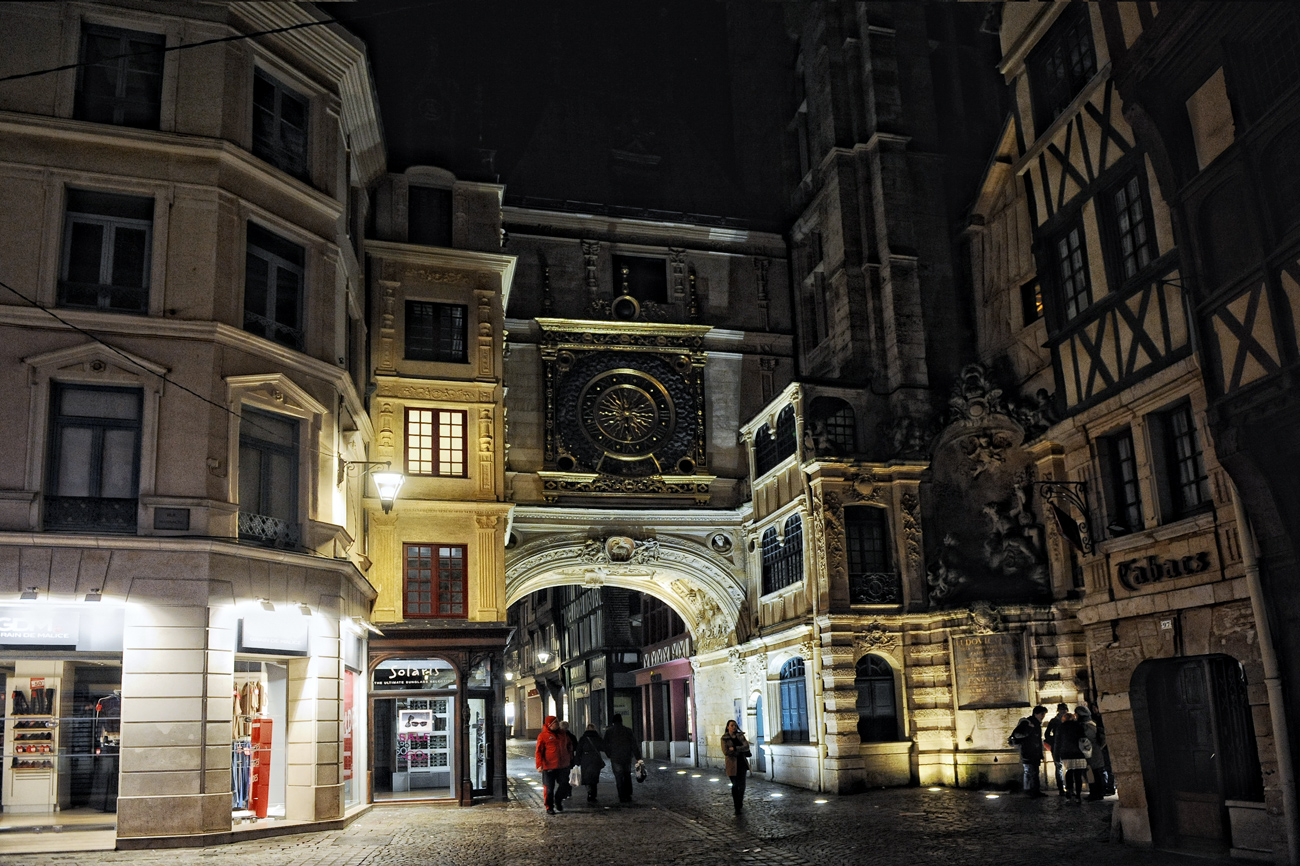
Vue de la rue, de nuit.

Le principal édifice de la rue est le Gros-Horloge. On y trouve également de nombreuses maisons à colombages, dont quelques-unes sont à encorbellement. Trois d'entre elles pourraient être antérieures au supplice de Jeanne d'Arc, en 1431.
La rue du Gros-Horloge contient les édifices suivants, protégés au titre des monuments historiques :
- Gros-Horloge et sa fontaine[3], tour du Beffroi[4].
- Ancien hôtel de ville[5].
- Immeubles protégés à l'angle avec la rue des Vergetiers[6] et au no 95 : Immeuble[7]
- Maisons protégées aux nos 23[8], 25 et 27[9], 28[10], 29[11], 46[12], 85, 87[13], 97[14], 99[15], 124[16], 136[17], 138[18], 139 et 141[19], 144[20], 146[21], 148 et 150[22], 161[23], 163[24], 165[25], 167 et 169[26].
- Au no 13, la maison avec façade en bois est due à l'architecte A. Lequeux[27].
- no 42 : L'architecte Émile Janet y a eu ses bureaux.
- no 72 : le peintre Pierre Hodé y est né.
- no 122 : Georges-Henri Manesse y est né.

### Arts
La rue du Gros-Horloge est gravée en 1885 par Camille Pissarro.